# Pałac w Śliwicach
Pałac w Śliwicach – pałac wybudowany w XVI w., w miejscowości Śliwice.

## Historia
Renesansowy pałac z lat 1550-1590, rozbudowany w XIX w. stylu klasycystycznym i na początku XX w. w stylu secesyjnym, kiedy w południowym narożniku dostawiono okrągłą wieżę zwieńczoną sterczyną z kulą i iglicą. Do 1945 r. był siedzibą hrabiego. Po II wojnie światowej zaczął niszczeć. Wchodził w skład PGR-u. Obecnie pałac stanowi własność prywatną i jest remontowany. Zabytek jest częścią zespołu pałacowego, w skład którego wchodzi jeszcze park z drugiej połowy XVIII w., zmiany po 1870 r.